# Makove, Șostka
Makove (în ucraineană Макове) este o comună în raionul Șostka, regiunea Sumî, Ucraina, formată numai din satul de reședință.

## Demografie
Componența lingvistică a comunei Makove
     Ucraineană (92,79%)
     Rusă (7,21%)
Conform recensământului din 2001, majoritatea populației comunei Makove era vorbitoare de ucraineană (92,79%), existând în minoritate și vorbitori de rusă (7,21%).